# Yazıçayır, Kulu
Yazıçayır là một xã thuộc huyện Kulu, tỉnh Konya, Thổ Nhĩ Kỳ. Dân số thời điểm năm 2011 là 1.03 người.